# Ovaal

Ovaal met één symmetrieas

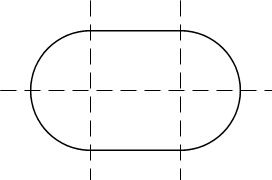
Ook een figuur van twee halve cirkels en twee evenwijdige lijnen, de vorm van een schaats- of atletiekbaan of modelspoorbaan, wordt vaak een ovaal genoemd

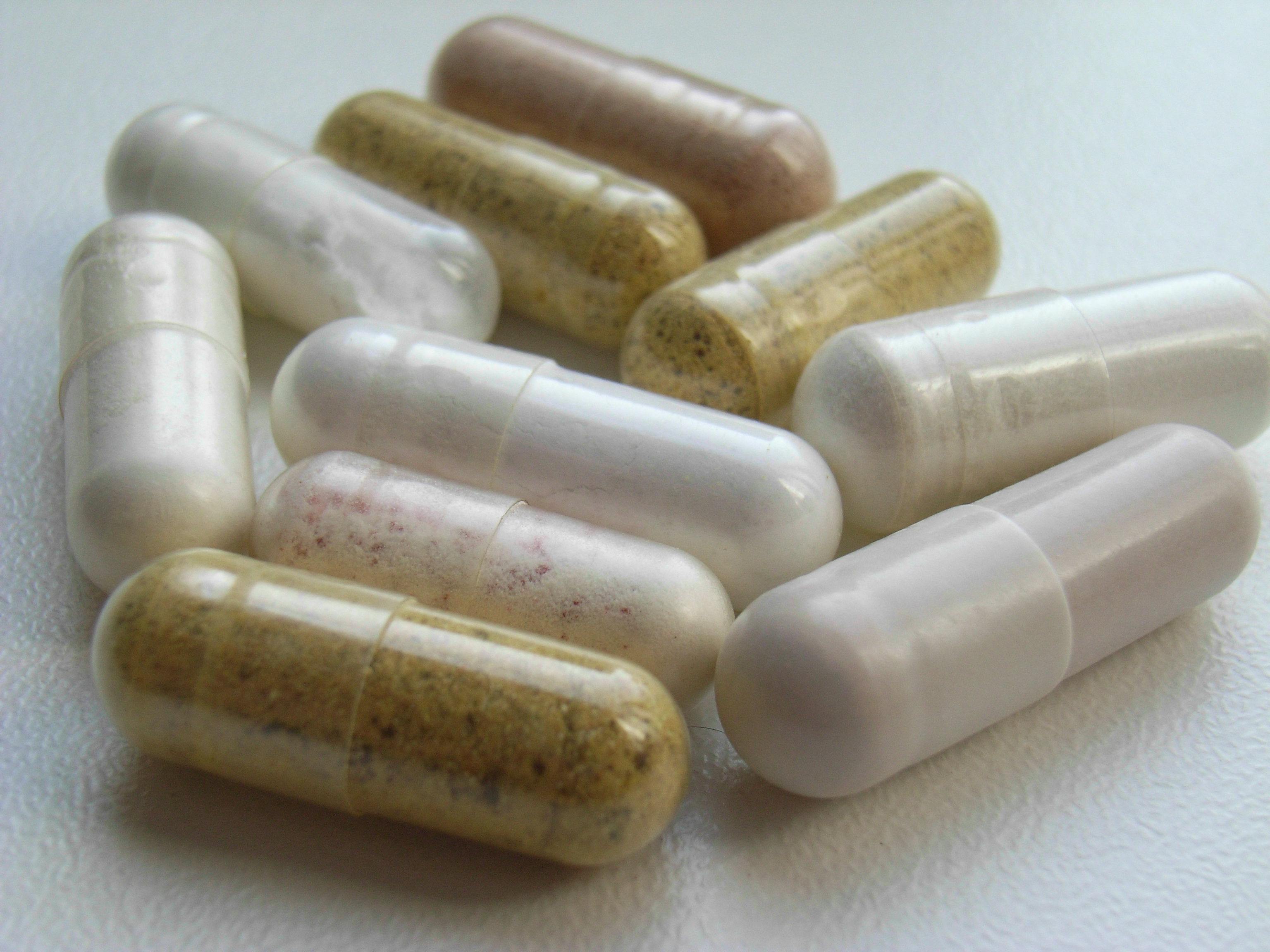
Capsules voor medicijnen

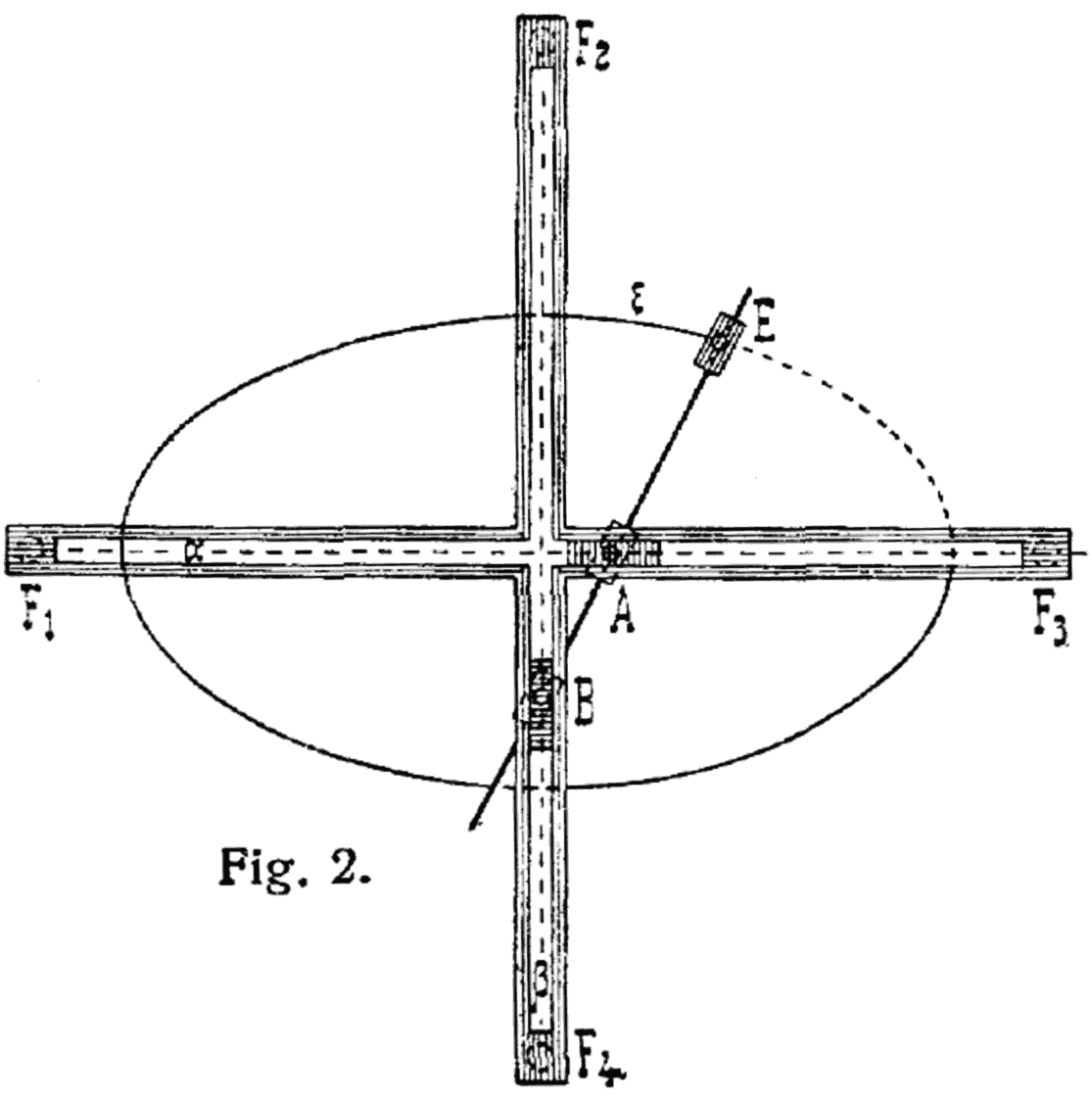
Ellipspasser

Het woord ovaal is afgeleid van het Latijnse ovum, oftewel ei. Onder het begrip ovaal verstaan verschillende mensen verschillende dingen. De aanduiding uitgerekte cirkel omschrijft min of meer wat ermee bedoeld wordt. 
Het ovaal is een kromme die eruitziet als een ei of een ellips, of als een rechthoek waarvan twee tegenoverliggende zijden zijn vervangen door cirkelhelften. 
Ook wordt onder ovaal soms een figuur beschouwd die opgebouwd is uit twee paar cirkelbogen, met twee verschillende stralen. De bogen worden verbonden op een punt waar de raaklijnen aan beide verbindingsbogen op dezelfde rechte liggen, zodat de verbinding vloeiend is. 
Anders dan bij een ellips is er dus geen precieze wiskundige definitie van een ovaal.

## Spraakgebruik
Hoewel een ellips een speciaal type ovaal is, gebruiken sommige mensen de termen als synoniemen. Anderen beperken het begrip ovaal juist tot een kromme met twee rechte zijden. Zo'n vorm met rechte zijden zal gewoonlijk slechts als ovaal beschouwd worden wanneer die zijden min of meer parallel lopen.
De aanduiding ovaal kan ook wel voor een ruimtelijke vorm gebruikt worden, zoals een langwerpige ballon.

## Eigenschappen
In elk geval heeft het ovaal de volgende eigenschappen:
- De kromme is gesloten en doorsnijdt zichzelf niet;
- De kromme is overal differentieerbaar, heeft dus geen hoeken;
- De vorm is convex, hij buigt overal in dezelfde richting, heeft dus geen 'deuken';
- Hij heeft in elk geval één symmetrieas;
- Een (tweedimensionaal) ovaal is een vlakke kromme.

## Ovalen tekenen

### Gerei
Een simpel ovaal met rechte zijden kan met passer en geodriehoek worden getekend door twee cirkels te tekenen en die te verbinden over de gemeenschappelijke raaklijnen.

Olympic Oval in Calgary

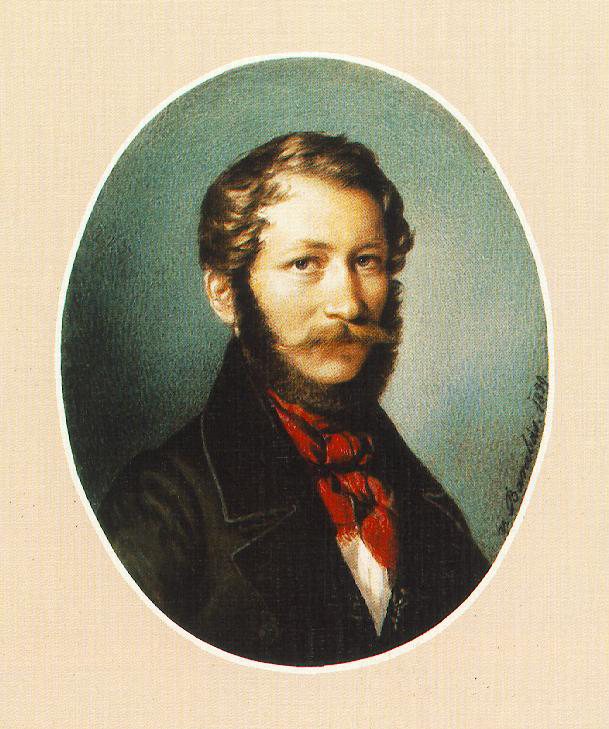
In ellipsvormig passe-partout:
De Hongaarse schilder Miklós Barabás

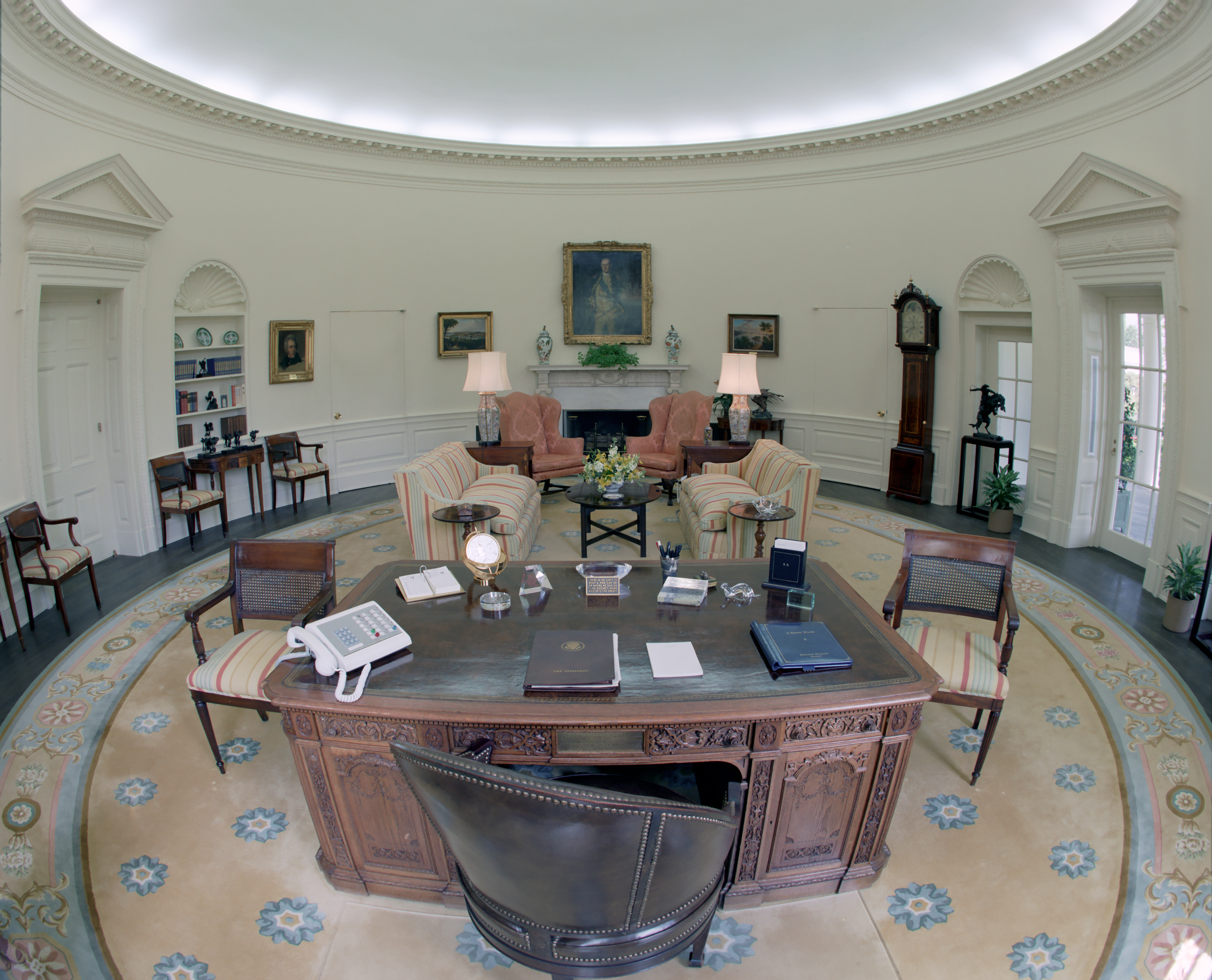
Oval Office in 1981, in de tijd van Reagan

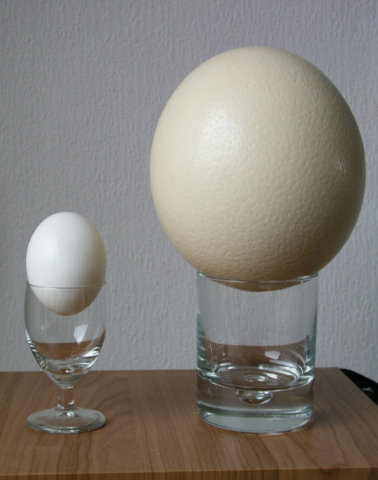
Kippen- en struisvogelei